# The Wolf of Debt
The Wolf of Debt er en amerikansk stumfilm fra 1915 af Jack Harvey.

## Medvirkende
- Violet Mersereau som Helen Stanhope.
- William Garwood som Bruce Marsden.
- Fanny Hayes som Mrs. Stanhope.
- Brinsley Shaw som Anthony Stuart.
- Morgan Thorpe.